# New Bethlehem
New Bethlehem es un borough ubicado en el condado de Clarion en el estado estadounidense de Pensilvania. En el año 2000 tenía una población de 1,176 habitantes y una densidad poblacional de 462 personas por km².

## Geografía
New Bethlehem se encuentra ubicado en las coordenadas 41°00′12″N 79°19′51″O / 41.00333, -79.33083.

## Demografía
Según la Oficina del Censo en 2000 los ingresos medios por hogar en la localidad eran de $25,069 y los ingresos medios por familia eran $38,750. Los hombres tenían unos ingresos medios de $30,750 frente a los $20,469 para las mujeres. La renta per cápita para la localidad era de $17,796. Alrededor del 16% de la población estaba por debajo del umbral de pobreza.